# Fénice

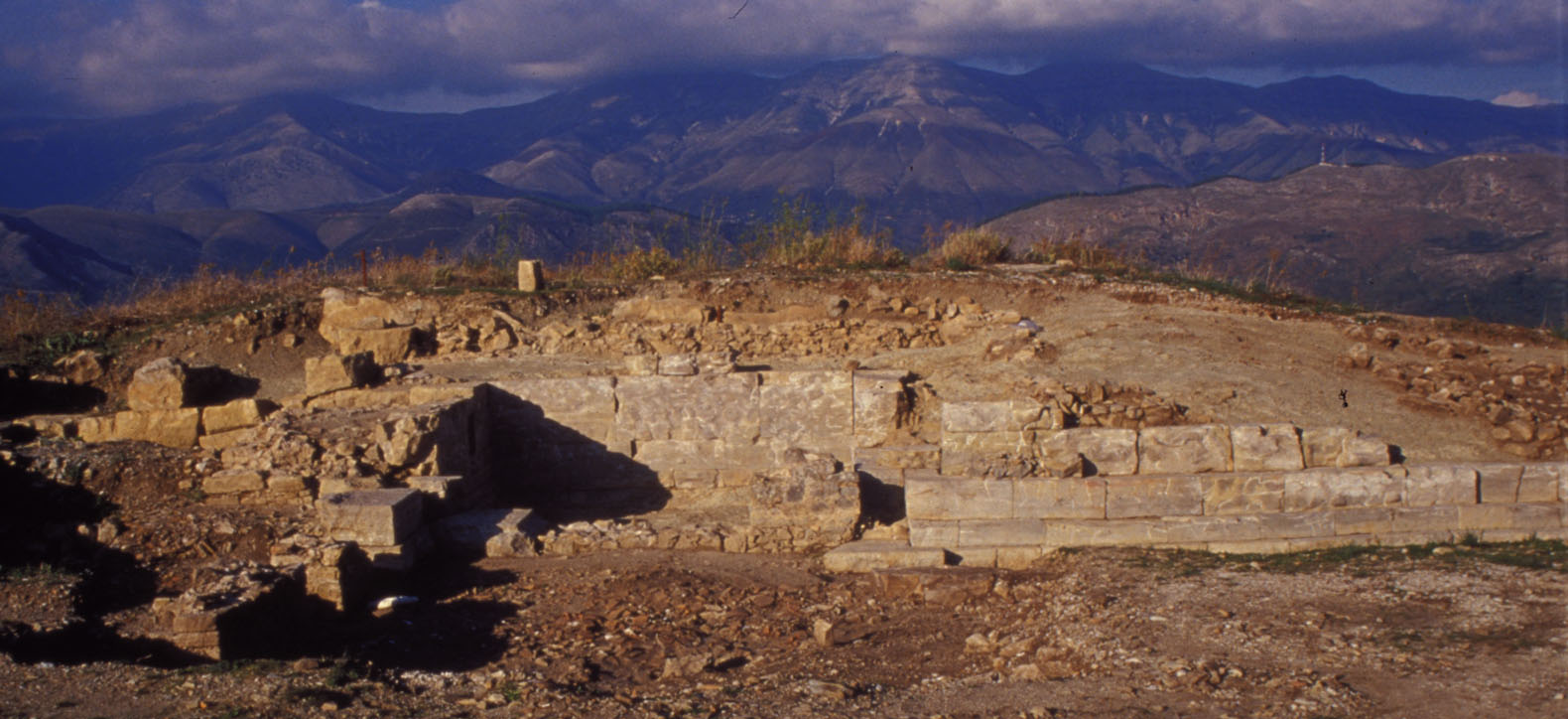
El Thesauros de la antigua Fénice.

Fénice (en griego: Φοινίκη) fue una antigua ciudad griega de Epiro y capital de Caonia. Esta fue además la localización del Tratado de Fénice que dio fin a la primera guerra macedónica, así como una de las ciudades más ricas de Epiro hasta la conquista romana. Durante el periodo inicial del Imperio Bizantino, Fénice fue la sede de un obispado. La ciudad está situada en una colina por encima de una ciudad moderna que lleva el mismo nombre, Finiq, en el condado de Vlorë de la actual Albania.

## Historia

Mapa con la ubicación aproximada de algunas de las principales ciudades del antiguo Epiro donde se aprecia la situación de Fénice, cerca de Onquesmo.

La ciudad fue el centro político de los caones, una de las tres mayores tribus griegas del antiguo Epiro. En la segunda mitad del siglo V a. C. fue erigida una acrópolis que fue sede de varios edificios públicos, mientras que a finales del siglo siguiente las fortificaciones de la ciudad fueron ampliadas por Pirro, líder del Epiro unido, como parte de su estrategia defensiva. La patrona de la ciudad fue probablemente Atenea Polias. Las murallas de Fénice consistían en bloques macizos de más de 3,60 metros de espesor, pues la principal preocupación de los caones era defender la ciudad de los ataques de Iliria. Hacia el 233 a. C., la reina Deidamia II, última representante de la dinastía Eácida, fue asesinada, quedando abolida la monarquía en Epiro y convirtiéndose la ciudad en el centro del gobierno federal de la Liga Epirota.
En el año 231 a. C., un ejército ilirio de la Reina Teuta, regresando al norte de una incursión en el Peloponeso, capturó Fénice después de que la ciudad fuera entregada por la guarnición compuesta por 800 mercenarios galos. Un ejército de la Liga Epirota fue enviado para liberar la ciudad, pero finalmente los ilirios se vieron obligados a retirar sus tropas para hacer frente a una rebelión interna. De este modo se alcanzó una tregua, y Fénice y los ciudadanos libres capturados por los ilirios fueron devueltos a Epiro a cambio de un rescate. Durante su ocupación de Fénice, los ilirios asesinaron gran cantidad de comerciantes romanos en la ciudad, lo que finalmente llevaría a la Primera Guerra Ilírica. En el 205 a. C., fue firmado un tratado de paz entre Macedonia y la República de Roma, poniendo fin a la primera guerra macedónica. Durante la tercera guerra macedónica (171-168 a. C.), Epiro se dividió en dos estados, con los molosos del lado de los macedonios y los caones y los tesprotos del lado de los romanos. Estos últimos tenían su base en Fénice, bajo el mando de Caropo. Tras la conquista romana (167 a. C.), la región de Epiro fue devastada, exceptuando los partidarios de Roma en Caonia. A lo largo de los siglos siguientes, Fénice y la cercana Antigonia no revelan huellas de una fuerte presencia romana.
En la época temprana del Imperio Bizantino, el emperador Justiniano I levantó fortificaciones en una colina adyacente a Fénice. Durante los siglos V y VI, la ciudad fue sede de un obispado y alojó una serie de edificios religiosos incluyendo un baptisterio y una basílica, influenciados por el estilo arquitectónico de las grandes basílicas de Nicópolis. Fénice fue uno de los principales asentamientos en Epirus Vetus junto con Nicópolis, Dodona, Euroia, Adrianópolis, Anhiasmos, Corfú e Ítaca. Sin embargo, la ciudad desapareció después del siglo VI, y el centro urbano de la zona se trasladó a la cercana Mesopotam.

## Excavaciones delsigloXXy propaganda
Entre 1924 y 1928, arqueólogos franceses e italianos encontraron artefactos "ilirios" en Fénice. De hecho, la misión italiana encabezada por el prehistoriador fascista Luigi Ugolini esperaba encontrar tumbas prehistóricas para atribuírselas a los ilirios y así despertar un sentimiento nacionalista albanés, pero los descubrimientos no fueron tan impresionantes como se creía. Ugolini también indicó que los materiales allí encontrados estaban relacionados con la cultura de la Edad del Hierro del sur de Itaila. Las tesis de Ugolini fueron después explotadas políticamente por el gobierno italiano.